# Sandia (Peru)
Sandia é uma cidade do Peru, situada na região de  Puno. Capital da província de  Sandia, sua população em 2017 foi estimada em 4.003 habitantes.